# 山东省文化馆
山东省文化馆（省非物质文化遗产保护中心），始建于1957年，是位于山东省济南市历下区的国家一级文化馆，隶属于山东省文化和旅游厅。该馆主要负责组织指导策划全省重大群众文化活动，并承担非物质文化遗产的保护和宣传工作。

## 历史
- 1957年，山东省文化馆建立，初名为“山东省群众艺术馆”，原馆位于济南市市中区杆南西街27号[14][15][13]。

- 1965年，更名为“山东省文化馆”[14][12][13]。

- 1971年，更名为“山东省艺术馆”[12][14][13]。

- 1998年12月，翻建后的5500平方米的业务楼投入使用[12][13]。

- 2002年，山东省文化馆经山东省文化厅批准承担社会艺术水平考级测试，设考专业分为音乐、舞蹈、美术及戏剧四个大类。2003年8月，经中华人民共和国文化部全国社会艺术水平考级中心批准；2019年1月经中华人民共和国文化和旅游部科技教育司重新审批通过，负责全省社会艺术水平考级的组织和指导工作[16]。

- 2007年，经省编办批准，加挂“山东省非物质文化遗产保护中心”牌子[14][13][17][18]。

- 2012年4月，新馆改造项目批准立项。同年5月，新馆开工建设[12][13]。

- 2013年，更名为“山东省文化馆（省非物质文化遗产保护中心）”[12][14][13]。

- 2014年，新馆改建完成[13][14][12]。

## 场馆构造

### 室内
分为群众文化活动区、专业研究和办公区、非物质文化遗产传习展示区三大区域，设有多功能厅、排练厅、辅导教室、展厅、非物质文化遗产传习厅、陈列厅、舞台、图书室、电子阅览室、视听体验室、群星画廊等活动场所。

### 室外
划分为群众文化广场区域、东庭院区域和中庭院区域三个区域。其中，群众文化活动广场能够举办1000余人中小型文化活动；东庭院区域为中老年活动广场；中庭院区域为少儿活动区，并建有山东省少年儿童大画廊。

## 特色活动

### 百姓大舞台
截止至2023年，自2016年8月山东省文化馆举办首场“百姓大舞台”活动以来，已进行演出120多场，线下观众近10万人，线上浏览量近千万，已经成为山东省有影响力的群众文化活动品牌。

## 外部連結
- 山东省文化馆官网 （页面存档备份，存于）